# Kingdom Come: Deliverance
Kingdom Come: Deliverance è un videogioco di ruolo del 2018, sviluppato da Warhorse Studios e pubblicato da Deep Silver per PlayStation 4, Xbox One e Microsoft Windows. È stato distribuito in tutto il mondo a partire dal 13 febbraio 2018. Il gioco è ambientato nel 1403 nel Regno di Boemia, uno Stato imperiale del Sacro Romano Impero.
Un sequel, Kingdom Come: Deliverance II, è stato pubblicato nel febbraio 2025.

## Trama
Alla morte dell'imperatore Carlo IV, gli succede sul trono di Boemia il figlio Venceslao, ma a causa della sua incompetenza molti dei nobili del suo regno complottano per deporlo. Con il supporto di parte della nobiltà, il re d'Ungheria Sigismondo, fratellastro di Venceslao, rapisce quest'ultimo tenendolo prigioniero a Vienna. Ciò scatena il caos nel regno e Sigismondo, con il pretesto di restaurare l'autorità reale manda le sue armate di mercenari cumani ad attaccare i possedimenti dei nobili rimasti fedeli a Venceslao. Nel frattempo, nel villaggio minerario di Skalitz, governato da sir Radzig Kobyla, Henry lavora insieme al padre Martin come fabbro del villaggio.
Un giorno, poco dopo che Henry e Martin avevano finito di forgiare una spada destinata a sir Radzig, il villaggio viene attaccato dall'esercito di Sigismondo, che massacra gran parte degli abitanti e cinge d'assedio il castello dove si erano rifugiati i superstiti. Nell'attacco i genitori di Henry vengono uccisi e lui, non riuscendo a rifugiarsi nel castello, è costretto a fuggire al castello di Talmberg, dove avverte dell'attacco il signore locale sir Divish. Henry viene rimesso in sesto dalla moglie di Divish, Lady Stephanie, alla quale confessa di voler tornare a Skalitz per seppellire i suoi genitori. 
Durante la notte, Radzig e i superstiti di Skalitz, riusciti a sfuggire dal castello assediato grazie al maltempo, passano vicino a Talmberg, ma nonostante l'offerta di ospitalità di sir Divish, decidono di non fermarsi per evitare che l'armata di cumani di Sigismondo attacchi anche lì, preferendo invece raggiungere la città di Rattay, più grande e difendibile. Prima di ripartire, Radzig viene a sapere che Henry è riuscito sfuggire ai cumani. Nel dialogo che ne segue quest'ultimo riferisce al suo signore che intende ritornare a Skalitz per dare una degna sepoltura ai genitori ma sir Radzig glielo vieta categoricamente, sostenendo che ritornare al villaggio sarebbe troppo pericoloso, e impartisce ordini a sir Divish affinché ad Henry non sia permesso di lasciare il castello.
Henry si sente in colpa per non aver potuto salvare i suoi genitori e di non aver dato loro degna sepoltura. Il mattino seguente l'esercito di Sigismondo raggiunge Talmberg alla ricerca di Radzig, condotto dall'uomo che ha ucciso materialmente i genitori di Henry: sir Markvart von Aulitz. Quest'ultimo chiede a sir Divish se sir Radzig sia nel castello e se lui sia dalla parte di Sigismondo o dei nobili ancora fedeli al deposto re Venceslao. Divish convince Markvart a non attaccare Talmberg, e quando l'esercito si allontana egli dà ordini al suo comandante, sir Robard, di impedire che Henry lasci il forte per tornare a Skalitz. Henry riesce comunque a fuggire e a tornare a casa, scoprendo che non vi sono superstiti. Prima di poter seppellire i suoi genitori, dei banditi guidati da un energumeno di nome Runt lo attaccano e gli rubano la spada che lui e suo padre avevano forgiato per sir Radzig e che lui portava ancora con sé. Poco prima di finirlo, la figlia del mugnaio di Skalitz, Theresa, riesce a distrarli e a dare il tempo a sir Robard e ai suoi uomini di accorrere in loro aiuto. Una volta che i banditi sono stati messi in fuga, Henry viene preso in carico da Theresa e portato a Rattay a casa del mugnaio Peshek, zio di Theresa, dove verrà curato.
Una volta ripresosi e appresa la notizia che sir Radzig è ospite a Rattay, dove comanda sir Hanush in attesa che il nipote Hans Capon sia pronto per prendere il suo posto, Henry va a porgere le sue scuse per aver perduto la spada che suo padre aveva forgiato per il suo signore, chiede aiuto per trovare i banditi che lo hanno attaccato a Skalitz ed apprende che l'armata di Sigismondo guidata da Markvart sta attaccando tutti i possedimenti dei nobili che non hanno giurato fedeltà a Sigismondo; si mette quindi al servizio di sir Radzig, che sembra volergli dare una possibilità e che per qualche motivo vede qualcosa in lui. Henry viene mandato in missione per scoprire di più sui banditi che hanno rubato la sua spada e attaccato i possedimenti dei nobili fedeli a Venceslao, venendo a conoscenza che sono un esercito composto da mercenari e cumani di Sigismondo. Con l'aiuto delle truppe di Hanush e di Divish, Radzig attacca l'armata dei banditi accampata a Pribyslavitz ed Henry uccide il loro capo, Runt, il quale però non ha la sua spada.
Henry resta al servizio di Radzig, mentre a Rattay stringe amicizia con il giovane Hans Capon e si lega a Theresa (in base alle scelte del giocatore). Henry viene mandato in missione per fermare i tentativi di invasione dell'esercito di Sigismondo, il quale sembra essere guidato da qualcuno di ben più potente di Markvart von Aulitz: dopo lunghe indagini e pericolose missioni, Henry riesce ad infiltrarsi nell'armata nemica, accampata non lontano dall'abbazia di Sasau, ma viene subito riconosciuto e preso prigioniero da un nobile ungherese, sir Istvan Toth, che ha con sé la sua spada.
Istvan rivela ad Henry che sir Radzig è il suo vero padre, e che quindi lui non è che un bastardo abbandonato e rifiutato da tutti, persino dal genitore. Sir Istvan ordina di tenerlo vivo in cambio di un riscatto da parte di sir Radzig, poi si allontana dal campo mentre Henry riesce a scappare e a raggiungere Rattay, dove avverte Hanush, Hans Capon e Radzig della posizione dell'esercito. Le loro truppe, nuovamente congiunte, attaccano il campo per scoprire di lì a poco che esso era occupato solo da una piccola guarnigione mentre il vero esercito, guidato da sir Istvan, è andato ad assediare e a conquistare Talmberg. Nel tentativo di riprendere il forte, sir Radzig e lady Stephanie vengono presi come ostaggi. L'assedio per riprendere Talmberg dura dei giorni, fin quando Istvan è costretto a fare uno scambio di ostaggi per riuscire ad uscirne vivo: sir Divish accetta per salvare la moglie ed il padre di Henry, ma Istvan fugge con ancora in ostaggio sir Radzig e la spada forgiata per quest'ultimo. Hans Capon ed Henry inseguono Istvan fino al rilascio di Radzig, che finalmente si confronta con Henry rivelandogli che l'unione fra lui e sua madre non poteva essere accettata in quanto lei non era una nobile e, pur di non far vivere Henry come un bastardo, gli hanno celato la verità per potergli far vivere una vita tranquilla. Radzig gli dice che il suo vero padre, Martin, era un grande uomo.
Henry accetta finalmente la perdita dei genitori e può così andare avanti. I nobili fedeli a Venceslao si riuniscono poi all'arrivo di sir Jobst, cugino del sovrano. Jobst rivela che il deposto re è tenuto prigioniero a Vienna e che il fratellastro Sigismondo è ora in una posizione complicata poiché la guerra in Boemia gli è costata cara e ora il suo regno d'Ungheria è sull'orlo della rivolta. Jobst propone quindi di allearsi con quei sostenitori di Sigismondo la cui fedeltà in quest'ultimo sta vacillando, per via della sua posizione attuale. Per porre fine alla guerra, Radzig e Hanush accettano la proposta di Jobst e di liberare Venceslao, lasciando partire Henry e Hans Capon per la loro missione: liberare il sovrano e convincere i sostenitori di Sigismondo a voltare le spalle a quest’ultimo per far tornare la pace. La missione di Henry include ancora il ritrovamento e la restituzione della spada a suo padre e l'uccisione dell'assassino dei suoi genitori, Markvart von Aulitz.

## Modalità di gioco
Kingdom Come: Deliverance è un videogioco Action RPG di tipo open world con prospettiva in prima persona che utilizza un sistema da RPG privo di classi, in cui il giocatore può personalizzare le abilità del personaggio e fargli assumere ruoli quali guerriero, bardo, ladro o simili. Le abilità e le statistiche crescono a seconda delle azioni del giocatore durante la storia e le conversazioni con gli altri personaggi. Durante tali conversazioni, il tempo per rispondere è limitato ed influenzerà le relazioni con gli altri. La reputazione si basa sulle scelte del giocatore che porteranno a delle conseguenze.
I corpi e i volti dei personaggi sono creati attraverso la combinazione di molteplici pezzi differenti tra loro. Nell'inventario il sistema d'abbigliamento presenta sedici slot da riempire con oggetti che possono essere utilizzati su varie parti del corpo. Ad esempio, un cavaliere pesantemente corazzato può vestire sulla parte superiore del corpo un gambesone, seguito da una cotta di maglia e da un'armatura a piastre, con sopra un tabarro o un surcotto, per un totale di quattro pezzi di abbigliamento negli slot del petto. Ogni tipo di abbigliamento offre differenti livelli di protezione contro i vari tipi di armi. Col tempo, i vestiti possono logorarsi o sporcarsi influenzando l'aspetto generale del proprio personaggio. Il giocatore può utilizzare una vasta gamma di armi quali spade, coltelli, asce, martelli o archi. I cavalli sono molto importanti nel gioco e, sotto il controllo del giocatore, possiedono una propria AI che permette loro di spostarsi o saltare per evitare piccoli ostacoli o pericoli. Il giocatore può anche combattere in sella al proprio destriero e utilizzarlo come cavallo da guerra o per trasportare materiali aggiuntivi qualora l'inventario fosse pieno: i destrieri possiedono cinque slot per armature ed accessori.
Il gioco presenta anche un sistema di bisogni che costringe il personaggio a riposare o mangiare per rimanere in salute. Anche equipaggiamento e vestiti sono soggetti al logoramento e necessitano di continue attenzioni. Col tempo, anche cibo e altri oggetti deteriorabili andranno a male. Il gioco utilizza mini-game basati sulle abilità del personaggio quali la riparazione dell'equipaggiamento, la creazione di nuovi oggetti, la creazione di medicinali, la distillazione di alcolici, il borseggio o lo scassinamento.
Kingdom Come: Deliverance utilizza armi a lungo o a corto raggio in combattimento, il quale è basato su un sistema fisico di cinematica inversa per determinare la reazione di entrambi i combattenti in base alla velocità e alla portata di un colpo. Questo sistema vuole aggiungere maggior realismo al combattimento, insieme ad una varietà di combinazioni di mosse da combattimento, alcune di esse sbloccabili con l'utilizzo di punti esperienza. Le caratteristiche variano di arma in arma, rendendo spade, coltelli, asce, martelli o archi utili a seconda dei diversi scopi: ad esempio, la spada è adatta a stoccate e parate molto veloci, ma non è efficace contro le armature pesanti.
Le missioni vengono utilizzate per dare al gioco un gameplay non lineare, con molteplici modi per completare diversi obiettivi. La trama presenta eventi su larga scala come assedi di castelli o grandi battaglie. Ogni personaggio non giocabile (PNG) svolge i propri compiti giornalieri ed è influenzabile dalle azioni del giocatore, reagendo e regolandosi in base ad esse. I PNG denunceranno i crimini alle autorità, che puniranno il giocatore recludendolo in prigione o comminandogli delle ammende. I crimini influenzeranno l'economia e le persone diventeranno aggressive o sospettose a causa di quelli non risolti.

### Ambientazione

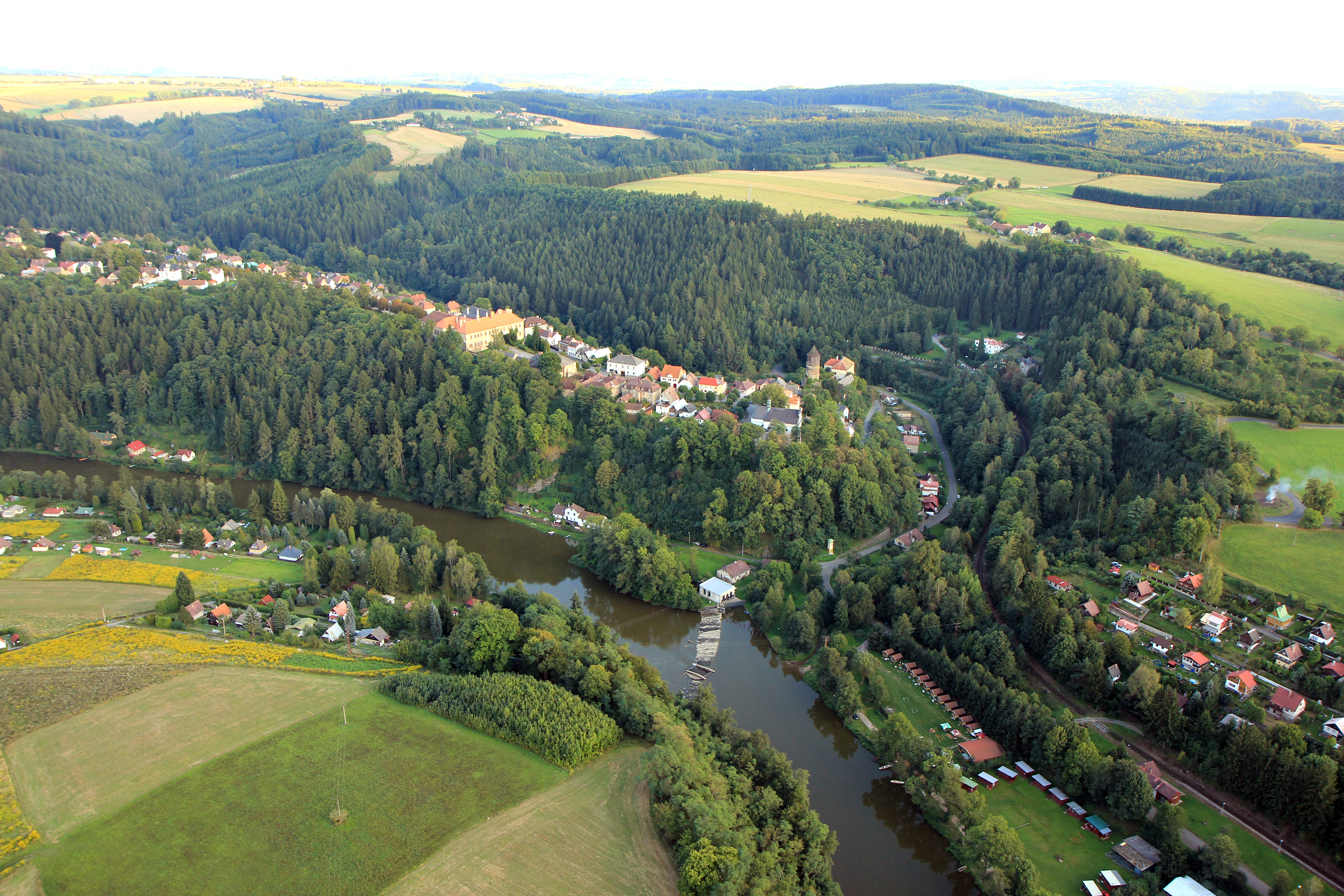
Panoramica aerea della moderna Rataje nad Sázavou e del castello di Pirkštejn, situati approssimativamente 3 km a sud del castello di Talmberk, centro principale della nobile famiglia dei Talmberk. Entrambe le località sono presenti nel videogioco Kingdom Come: Deliverance

Kingdom Come: Deliverance è ambientato nel XV secolo nel Regno di Boemia, parte della Corona di Boemia e del Sacro Romano Impero in quella che è adesso la Repubblica Ceca. Il mondo di gioco è quello della regione compresa tra la città di Sasau (toponimo tedesco utilizzato all'epoca, ora in ceco Sázava) e Rattay (Rataje nad Sázavou). Tra le località visitabili nel gioco vi sono Skalica (Stříbrná Skalice), Rovná, Talmberg (Talmberk), Merhojed (Mrchojedy), Pribyslavitz (Bývale Přibyslavice), Ledetchko (Ledečko), il Monastero di Sasau, Vraník, Samopesh (Samopše), Uzhitz (Úžice) e Neuhof.

## Accoglienza

### Vendite
Dopo la prima settimana di commercializzazione, Kingdom Come: Deliverance ha venduto oltre un milione di copie in tutto il mondo, con un massimo di 95.863 utenti connessi contemporaneamente su Steam. Ad un anno dalla data di rilascio, il gioco aveva venduto più di 2 milioni di copie. A 2 anni dall'uscita, il gioco ha venduto più di 3 milioni di copie. A giugno 2022 il gioco risulta aver venduto 5 milioni di copie.
La versione per PlayStation 4 di Kingdom Come: Deliverance ha venduto 13.058 copie nella prima settimana in Giappone, il che lo pone al quarto posto in assoluto nella classifica delle vendite di videogiochi per tutti i formati.

### Critica
| Testata                         | Versione | Giudizio |
| ------------------------------- | -------- | -------- |
| Metacritic (media al 14-2-2018) | PC       | 76/100   |
| Metacritic (media al 14-2-2018) | PS4      | 69/100   |
| Metacritic (media al 14-2-2018) | XONE     | 68/100   |
| Destructoid                     | -        | 7,5/10   |
| EGM                             | -        | 3,5/10   |
| Game Informer                   | -        | 5,75/10  |
| GameRev                         | -        | 4.5/5    |
| GameSpot                        | -        | 8/10     |
| IGN                             | -        | 8/10     |
| Multiplayer.it                  | -        | 8,9/10   |
| PC Gamer (UK)                   | -        | 84/100   |
| The Games Machine               | -        | 8,6/10   |
| VG                              | -        | 4/10     |

Nonostante le ottime vendite, il gioco è stato criticato per via della presenza di numerosi bug e glitch all'uscita, tanto che la testata giornalistica online italiana Multiplayer.it lo ha definito «allo stesso tempo indimenticabile e pieno di difetti»:

La rivista italiana The Games Machine ha assegnato al gioco un voto "più che buono" (8,6/10), plaudendo l'avvolgente ricostruzione storica e gli epici combattimenti di massa, ma rammaricandosi tuttavia per i bug e le imprecisioni, talvolta colpevoli e pesanti:

### Accuratezza storica
Sebbene gli storici abbiano lodato il gioco per la sua ricerca dell'accuratezza storica, diversi commentatori e studiosi hanno criticato la scarsa varietà etnica che gli sviluppatori hanno fornito sull'Europa centrale del XV secolo e l'aver dipinto i cumani e i magiari alla stregua di crudeli invasori. Gli sviluppatori hanno replicato affermando che il lavoro era storicamente accurato e che persone di colore non abitavano all'inizio del Boemia del XV secolo in numero significativo. Un ricercatore ha provato a valutare l'accuratezza storica del gioco rispetto alla vita medievale, rilevando che molti aspetti della realtà materiale, tra cui le armi da mischia, le armature e il cibo, erano accurati e fedeli alle fonti medievali. Tuttavia, ha sottolineato che la mancanza di balestre e armi da fuoco risultava anacronistica e che i cumani non fossero dei nomadi "barbari" di lingua ungherese con un equipaggiamento obsoleto come vengono rappresentati nel gioco.
Reid McCarter, per conto di Unwinnable, ha accusato il gioco per la sua gestione delle implicazioni culturali. A suo avviso, i cumani e gli ungheresi risultano ingiustamente rappresentati come crudeli invasori, mentre i cechi vengono mostrati soltanto sotto una luce positiva. Inoltre Sigismondo viene trattato come uno straniero ungherese, nonostante fosse boemo come il fratellastro Venceslao IV. Egli ha sostenuto che «[la ricostruzione] della Boemia del XV secolo fa pensare a una continuità storica tale per cui la Repubblica Ceca va intesa come una terra esclusivamente riservata a cittadini etnicamente cechi», il che secondo McCarter è «particolarmente preoccupante nel contesto della recente rielezione del presidente euroscettico e anti-immigrazione Miloš Zeman, della riluttanza del Paese ad accogliere i rifugiati musulmani e dell'ascesa del nazionalismo populista». Andreas Inderwildi di Rock Paper Shotgun è rimasto perplesso dalla mancanza di diversità ideologica tra i diversi ceti sociali presenti nel gioco: Jan Hus viene descritto come un personaggio impopolare sia tra i contadini che tra i nobili, nonostante egli assunse un ruolo cruciale nello scoppio delle guerre hussite del 1419, una serie di conflitti civili che contrapposero i contadini rivoluzionari ai nobili fedeli alla Chiesa cattolica. Egli ha sostenuto come la versione idilliaca della Boemia del gioco non rifletta accuratamente la «polveriera» di tensioni ideologiche che di lì a pochi anni sarebbe scoppiata in guerra.
Gli studiosi hanno indagato sulle affermazioni degli sviluppatori circa l'autenticità storica del gioco. Martin Bostal, archeologo medievale presso l'Università di Caen, in Normandia, ha compiuto un parallelismo tra il tentativo di ricerca dell'autenticità storica degli sviluppatori e il lavoro di rievocazione storica. Entrambi comportano una rielaborazione della storia in modo fedele all'interpretazione delle fonti, ma esistono delle limitazioni legate a quanto dettagliate esse siano. Bostal ha sostenuto che, sebbene il prodotto sia riuscito a eliminare gli elementi di fantasia, esso ha mantenuto il suo status di romanzo cavalleresco, pieno di avventura, violenza e romanticismo; si tratterebbe nella sostanza di un percorso irrealistico, e un ragazzo di umili origini dell'epoca non avrebbe potuto compiere. Ha poi parzialmente riconosciuto la veridicità della controversia relativa all'assenza di personaggi di colore nel gioco, parlando della presenza di "mori" nell'area in questione: l'archeologo ha tuttavia concluso che non si trattasse di una scelta irragionevole, considerando la piccola dimensione della mappa esplorabile. Helen Young, professoressa all'Università Deakin, ha applaudito alla scelta dei creatori di cimentarsi nell'impresa di ricercare «l'autenticità storica», malgrado ciò li abbia comunque spinti oltre i fatti storici conosciuti al fine di andare incontro alle «aspettative del pubblico». Nel caso di Kingdom Come: Deliverance, il pubblico di riferimento si aspetta una purezza razziale medievale, ma alcuni giocatori potrebbero non cogliere la diversità di pensiero in realtà sussistente tra le varie fasce di popolazione. Il percorso che porta il protagonista del gioco, Henry, a diventare un cavaliere nonostante egli fosse il figlio di un fabbro rappresenta uno scenario talmente raro per il Basso Medioevo da risultare inverosimile. Ad ogni modo questa ricostruzione calza perfettamente con l'ideale di eroe di un pubblico moderno. Al contrario, nessuna prova dell'esistenza di comunità non bianche in Boemia sarebbe stata ritenuta sufficiente per ottenere un riconoscimento del prodotto, in quanto l'aggiunta poteva sempre essere liquidata come frutto di un lavoro «inaccurato, mal studiato, teso al politicamente corretto o troppo specifico».
Anche i quotidiani europei hanno risposto ad alcuni aspetti delle critiche. Un giornalista della testata ceca Lidové noviny ha definito le accuse «fuori luogo» e ha affermato che la maggior parte degli europei replicherebbe ad esse sostenendo che vi erano pochissime persone di colore, se non addirittura nessuna, nella Boemia dell'inizio del XV secolo. La rivista tedesca M! Games ha chiesto agli studiosi dell'Università Johannes Gutenberg di Magonza di indagare a proposito della composizione etnica della Boemia del XV secolo. Gli esperti hanno risposto che i popoli turchi dalla pelle scura, come i cumani, erano forse presenti negli ambienti di corte, ma la loro presenza nella Boemia rurale non è nota.
Alcune testate hanno criticato i punti di vista del direttore del gioco Daniel Vávra, il quale ha dichiarato il suo sostegno alle vittime del Gamergate. Hanno inoltre criticato Vávra per aver indossato una maglietta della one man band Burzum del norvegese Varg Vikernes, notoriamente nordicista e suprematista bianco, che è stato condannato in via definitiva per omicidio, durante la campagna promozionale del gioco alla Gamescom del 2017. Vávra e Martin Klíma hanno replicato alle accuse in un'intervista, affermando che Vávra si era forse «comportato in maniera incosciente», scusandosi con chiunque si fosse sentito offeso.
Klára Hübnerová, docente di storia all'Università Masaryk, ha tenuto una conferenza sull'accuratezza storica di Kingdom Come: Deliverance alla fine del 2018. L'autrice ha criticato il gioco perché ritraeva in modo impreciso i ruoli di genere dell'epoca e che la rappresentazione malvagia dei cumani si basava su stereotipi moderni, non su fonti storiche. Ha inoltre sostenuto che il gioco distorceva la storia attraverso la lente del mito nazionale, che proiettava le figure storiche come personaggi antesignani della nazione ceca, con la conseguente rappresentazione scialba di Venceslao IV e crudele di Sigismondo. Joanna Nowak, consulente storica di Warhorse Studios, ha tenuto una presentazione nella stessa serie di conferenze in cui ha rivelato che l'obiettivo dello studio era quello di creare un gioco «storicamente credibile», ma che era necessario scendere a compromessi e storture per rendere il gioco divertente. Nowak ha minimizzato l'impegno per l'accuratezza storica del gioco, affermando: «È un gioco, non è un museo all'aperto, non è un simulatore medievale!». Nel 2020 Vávra ha pubblicato su YouTube un video di due ore e mezza in risposta alla conferenza di Hübnerová, in cui ha criticato i giudizi riservati dagli storici contemporanei, non ultima proprio la docente di storia all'Università Masaryk Klára Hübnerová. David Francis Wagner, della rivista Heroine, ha criticato entrambe le parti in conflitto, ovvero la docente per la sua incapacità di comprendere a fondo le caratteristiche di un videogame, circostanza che l'ha portata ad alcune affermazioni imprecise, e Vávra per la sua superficialità nel distinguere tra fonti storiche di parte e non di parte. Wagner ha inoltre posto l'accento sul differente atteggiamento di Vávra assunto a proposito dell'accuratezza storica in un'intervista concessa a Polygon nel 2015, in occasione della quale si dimostrava più propenso a modifiche apportate per il bene della storia e del gameplay, rispetto alla sua difesa intransigente dell'accuratezza dichiarata nel 2020. Vávra ha condiviso il suo video di risposta sulla sua pagina Facebook, evento che ha scatenato insulti, molestie e minacce violente contro Hübnerová; uno sviluppo simile ha richiamato alla mente di alcuni i prodromi dei casi culminati nel Gamergate.